# Ditzumerverlaat
Ditzumerverlaat (auch Ditzumer-Verlaat oder Ditzumer Verlaat) ist ein Dorf im Rheiderland, einem ostfriesischen Landstrich im Nordwesten Deutschlands. Das Dorf gehört politisch zur Gemeinde Bunde und ist der Hauptort und teilweise auch ein Synonym der Ortschaft Dollart. Der Begriff „Verlaat“ bezeichnet im Plattdeutschen eine kleine Schleuse, welche dem in der Nähe Ditzums liegenden Ort seinen Namen gab. Diese Schleuse existiert heute nicht mehr. Im Alltag wird der Ort in der Regel einfach nur „Verlaat“ genannt, wobei nicht selten die Nachbarorte der ehemaligen Gemeinde Dollart in diesen Begriff mit eingeschlossen werden.

## Bevölkerung
Die Ortschaft Dollart der Gemeinde Bunde, deren Teil Ditzumerverlaat ist, hat 1285 Einwohner (Stand: 5. November 2004). In Ditzumerverlaat selbst leben davon einige hundert Menschen, die „Verlaatjer“ genannt werden.

## Geografie
Ditzumerverlaat liegt größtenteils entlang eines ehemaligen Deiches, der das Binnenland vor den Fluten des Dollarts schützte. Auf Grund dieser erhöhten Lage wird im Zusammenhang mit dem Ort „auf Verlaat“ und nicht „in Verlaat“ gesprochen. Mit der Errichtung weiterer Außendeiche wurde das so eingedeichte und damit trockengelegte Land neu besiedelt. Der gesamte Ort liegt daher auf fruchtbarem Marschboden. Die Ortschaften rund um Ditzumerverlaat grenzen im Norden und Osten an die Gemeinde Jemgum, im Westen an den Dollart und im Süden an die Ortschaften Bunde und Bunderhee.
Durch den Ort fließt das Ditzumer Sieltief, das als Entwässerungskanal für das tiefliegende Land dient.

## Geschichte
Ditzumerverlaat entstand 1753 aus der ehemaligen Ortschaft Wynhamsterverlaat. Im Ersten Weltkrieg kamen 56 Einwohner um. 1935 wurde eine Schule gebaut, die bis 2008 als Grundschule diente. 2008 wurde die Schule abgerissen, weil sie Risse bekam und sie immer weiter versackte. 2009 wurde die neue Schule eröffnet. Im Zweiten Weltkrieg fielen 154 Einwohner. Außerdem wurden beide Mühlen im Ort zerstört. 1960 erfolgte der Anschluss an das Wassernetz. 1966 wird die nach dem nahen Meeresbusen benannte Samtgemeinde Dollart gegründet, die aus den Ortschaften Ditzumerhammrich, Ditzumerverlaat, Bunderhammrich und Heinitzpolder und Kanalpolder besteht. Der Ort Landschaftspolder schließt sich dieser Samtgemeinde 1969 an. Die Samtgemeinde schließt sich im Zuge der Gemeindereform 1973 zur Gemeinde zusammen und wird Mitglied der Samtgemeinde Bunde. Die Energieversorgung des Ortes erfolgt seit 1976 über das Erdgasnetz. Zwei Jahre später folgte der Anschluss an die Kanalisation. Im Jahre 2001 geht die Gemeinde Dollart in der aus der Samtgemeinde gebildeten Einheitsgemeinde Bunde auf.

## Kultur und Sehenswürdigkeiten
An der Straße zwischen Bunde und Ditzum findet sich etwas nördlich von Ditzumerverlaat der Wynhamster Kolk, in dessen Nähe die älteste Wasserschöpfmühle des Landkreises Leer steht.
Ditzumerverlaat hat eine eigene künstliche Eisbahn zum Schlittschuhlaufen im Winter. In besonders kalten Wintern eignet sich hierzu auch das Sieltief in Richtung Ditzum.
Die sportlichen Aktivitäten, vor allem der Fußball, werden vom Turn und Sportverein (TuS) Ditzumerverlaat organisiert.
Tourismus und sonstige kulturelle Aktivitäten regelt ein Heimatverein. Dieser organisiert auch die jährlichen, parallel zum lokalen Pfingstmarkt stattfindenden Pullstocksprungmeisterschaften.

## Religion

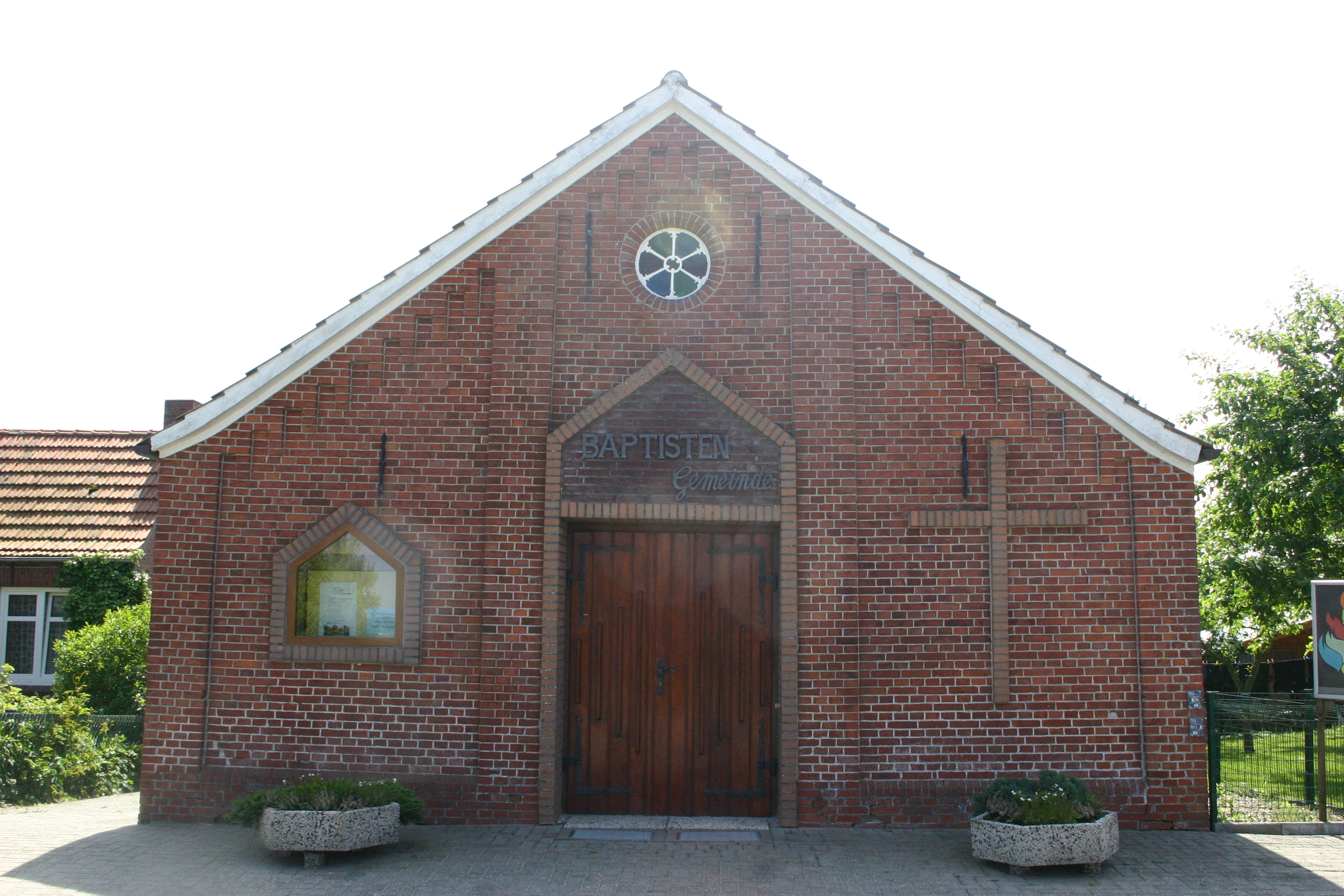
Baptistenkapelle Ditzumerverlaat

Die überwiegende Mehrheit der Einwohner Ditzumerverlaats gehört der Evangelisch-reformierten Kirche an. Die Gemeindegründung erfolgte 1848. Eine größere Kirche in Ditzumerverlaat wurde 1896 als Saalkirche im neugotischen Stil im am Ortsrand errichtet. Die 1865 gegründete Baptistengemeinde unterhält seit 1889 im Ortskern eine Kapelle.

## Persönlichkeiten
- Peter Johannes de Neui, bedeutender Missionar der nordwestdeutschen Baptisten